# 福祉避難所
福祉避難所・指定福祉避難所（ふくしひなんじょ・していふくしひなんじょ）は、災害対策基本法施行令 第二十条の六の指定避難所の要件と、第二十条の六第五号の要件を満たした施設が指定される指定避難所で、災害対策基本法に規定される災害が発生し、災害救助法が適用された場合に、必要に応じ、指定避難所等での生活が困難な人々（要配慮者）を対象に滞在させることを想定した避難所である。要配慮者というのは、災害時において高齢者、障がい者、乳幼児等その他特に配慮を要する者のことである。これには、妊産婦、傷病者、内的障がい者、難病患者も含まれる。

## 設置義務
東日本大震災を踏まえ、2013年（平成25年）6月の災害対策基本法の改正により、市町村は被災者を一時的に滞在させるために、一定の基準に適合する施設を指定避難所として指定することが義務付けられ、また避難所における良好な生活環境の確保等の努力義務も課されることになった。

この指定避難所のうち、主として高齢者、障害者、乳幼児その他の特に配慮を要する者への特別の配慮がなされた避難所を、市町村長は福祉避難所として指定する。

たとえば、ある小学校が指定避難所で、なおかつ福祉避難所として指定されているという場合、体育館などの一般の避難者のための「一般避難スペース」の他に、特定の教室が「福祉避難スペース」として確保されているということになる。
福祉避難所として利用可能な施設としては、小中学校、公民館の他、老人福祉施設、児童福祉施設、保健センター、公共、民間の宿泊施設などが想定される。
2013年の災害対策基本法改正による「福祉避難所の確保・運営ガイドライン」改定のポイント
- 指定福祉避難所の指定及びその受入対象者の公示
- 指定福祉避難所への直接の避難の促進
- 避難所の感染症・熱中症、衛生環境対策
- 緊急防災・減災事業債等を活用した指定福祉避難所の機能強化

## 避難対象者
福祉避難所の対象は、高齢者、障害者、妊産婦、乳幼児、病弱者等、避難所生活において何らかの特別な配慮を必要とする者で、社会福祉施設や医療機関等に入所・入院するに至らない程度の在宅の要配慮者である。

介護認定を受けている者又は被災後に介護認定を受けた者、身体状況等の悪化により緊急に入院加療が必要な者（人工呼吸器や酸素供給装置、胃ろう、痰吸引、経管栄養などのケアが必要な場合など）等については、緊急入所、ショートステイ、緊急入院等により対応を図ることになる。

なお、災害時における要配慮者の避難生活場所については、在宅・指定避難所・福祉避難所・緊急入所先等が考えられるが、避難生活中の要配慮者の身体状態等の変化に留意し、必要に応じて福祉避難所への避難や緊急入所等を図るなど、適切に対応する必要がある。

## 福祉避難所の設備
福祉避難所として指定する場合には、その施設の管理者と連携の上で、その施設が福祉避難所として十分に機能を発揮できるように必要な施設整備を行う。
1. 段差の解消、スロープの設置、手すりや誘導装置の設置、障害者用トイレの設置など施設のバリアフリー化
2. 通風・換気の確保
3. 冷暖房設備の整備
4. 情報関連機器（ラジオ、テレビ、電話、無線、ファクシミリ、パソコン、電光掲示板等）
5. その他必要と考えられる施設整備[5]

その他のものとしては、車いす・歩行器・杖・補聴器・ストーマ装具・酸素ボンベなどの備蓄が図られる。
福祉避難所としての物資（水や食料など）や器材の備蓄が図られる
さらに、
1. 要配慮者の特性を踏まえて、避難生活に必要な空間を確保（障がい者、認知症などの人がパニックになったとき、潜り込んで、落ち着けるカームダウンスペース[8]など）
2. 生活相談員や福祉関係職員などを確保
3. 連絡責任者が決められ、発災時には速やかに市区町村と連絡を取る体制がある[7]

## 福祉避難所の数
災害対策基本法第49条の7に基づいて、指定避難所の指定制度が創設された2014年（平成26年）4月以降、指定を終えていない市町村（特別区を含む。）に対し、速やかに指定を終えるように促していることもあり、2014年（平成26年）10月1日現在には48,014箇所であったが、2019年（平成30年）10月1日現在には75,895箇所に増加した。福祉避難所については、同年10月1日現在、福祉避難所として指定している施設は8,064箇所であったが、協定を締結するなど確保している施設も含めると、福祉避難所として確保している施設は2万2579か所であった。
2022年12月1日時点で、全国に福祉避難所は、計2万5356か所ある。

## 利用者が持参すると良いもの
- 手元を照らすライト
- 薬とお薬手帳
- 介護食・とろみをつける「とろみ剤」
- 「介護保険被保者証」・「緊急医療情報キット」「ヘルプマーク」「ヘルプカード」など
- 知的・発達・精神障がいのある人は「症状や特性を書いたもの」を
- 人工呼吸器や吸引器を使っている人は「電気がなくても使えるもの」を[7]

## 関連書籍
- 川上富雄、中井俊雄、磯打千雅子 編『キーワードで学ぶ防災福祉入門』学文社、2024年12月24日。ISBN 9784762033964。 NCID BD09807984。
- 阪本真由美 編『地域が主役の自治体災害対策: 参加・協働・連携の減災マネジメント』学芸出版社、2025年1月17日。ISBN 9784761529185。 NCID BD10148444。